# SN 2002T
SN 2002T – supernowa odkryta 9 stycznia 2002 roku w galaktyce A043853-0134. W momencie odkrycia miała maksymalną jasność 23,80m.